# گوگل مپ میکر
نقشه ساز گوگل (به انگلیسی: Google map maker) توسط شرکت گوگل در ژوئن ۲۰۰۸، به منظور گسترش وسعت خدمات نقشه‌های ارائه شده توسط گوگل راه‌اندازی شد.
این پروژه شبیه نقشه باز شهری می‌باشد، اما بر خلاف متن باز نقشه‌ها را بر اساس مجوز کریتیو کامنز فراهم می‌کند گوگل مپ دارای خصوصیات «... همیشگی، غیرقابل فسخ، در سراسر جهان، آزاد، و مجوز غیر انحصاری را بازتولید، وفق دهند، ویرایش، ترجمه، انتشار، عموم اجرا، نمایش عمومی، توزیع، و خلق آثار مشتق شده از ثبت نام کاربر» می‌باشد.

## هدف
هدف نهایی این پروژه به دست آوردن اطلاعات شهری با کیفیت بالا ست تا بتواند از این داده‌ها بر روی سرویس نقشه گوگل (به انگلیسی: Google map) مورد استفاده قرار دهد.

## رابط کاربری
با استفاده از نقشه ساز گوگل می‌توان ویژگی‌هایی مانند جاده، رودخانه، راه‌آهن و مراکز مهم را مشخص کنند علاوه بر این، کارمندان می‌توانند خدمات خاصی را که بر اساس دسته‌بندی تعریف شده گوگل می‌باشد، مانند ساختمان‌ها، مراکز تجاری، فرهنگی، مذهبی، ورزشی و … به نقشه‌ها اضافه نمود. ویرایش نقشه‌ها با استفاده از سه حالت تصاویر ماهواره‌ای، نقشه و ترکیبی امکان‌پذیر است.
در محیط کاربردی نقشه ساز گوگل با استفاده از گزینه Add New کارمندان قادر به اضافه ویژگی‌های جدید در نقشه هستند که شامل چهار نوع ابزار می‌باشد:
- Add a Place (اضافه کردن یک محل)
- Add Roads,Rivers,Railways (اضافه کردن جاده‌ها، رودخانه‌ها، راه‌آهن)
- Add Buildings Outlines (اضافه کردن به محدوده ساختمان‌ها)
- Add Natural features and political boundaries (اضافه کردن ویژگی‌های طبیعی و مرزهای سیاسی)

ترسیمات انجام شده به وسیله کارمندان توسط گوگل به ویژگی‌های مسیر یابی بر روی جاده‌ها اضافه می‌گردد.
برای حصول اطمینان از بالا بودن کیفیت و صحت داده‌های ثبت شده توسط کارمندان جدید، نیاز به تأیید داده‌ها توسط کارمندان با تجربه‌تر می‌باشد. این سیستم (تأیید توسط کارمندان با تجربه) که با جهت جلوگیری از خرابکاری و اشتباهات احتمالی در نظر گرفته شده‌است. کارمندانی که مشارکتهای موفق بیشتری دارند، ترسیم آنها بر روی نقشه به صورت فوری ذخیره می‌گردد. برخی از ترسیمات و مشخصات ممکن است وقت بسیار زیادی را برای ذخیره در سرور اصلی ببرد.

## همکاری کارمندان
در برخی از کشورها داده‌های مربوط به نقشه و اطلاعات شهری در دسترس نیست، و بنابراین، برای حل این مشکل گوگل تصمیم به استفاده از مشارکت مردمی گرفته‌است. کارمندان می‌توانند به منظور اضافه کردن یک ویژگی به‌طور مستقیم بر روی نقشه‌ها که در آن از قبل مرز بین کشورها مشخص شده‌است کار کنند.
بخش‌هایی از نقشه را با عنوان محله خود، تعیین کنند و در این مناطق به جزئیات بیشتری بپردازند. کارمندان همچنین می‌توانند ترسیمات دیگران را در محله خود اصلاح نمایند. محله هر کارمند قابل مشاهده برای دیگر کارمندان نیست.
به‌طور کلی کارمندان نقشه ساز گوگل بر اساس تعداد ویرایش‌ها و تعداد بازبینی‌ها انجام شده به سه گروه تقسیم می‌شوند:
- کارمندان عادی
- کارمندان بازبین
- کارمندان بازبین گوگل

## زبان دسترسی
نقشه ساز گوگل و رابط کاربری آن در حال حاضر برای ۵۹ زبان قابل دسترس می‌باشد:
- امهری
- عربی
- بلاروسی
- بنگالی
- بوسنیایی
- بلغاری
- کاتالان
- چینی
- تایوانی
- کرواتی
- چک
- دانمارکی
- آلمانی
- انگلیسی
- انگلیسی بریتانیا
- فیلیپینی
- فنلاندی
- فرانسوی
- فرانسوی کانادا
- آلمانی یونان
- گجراتی
- عبری
- هندی
- مجاری
- اندونزیایی
- ایتالیایی
- ژاپنی
- کارولینایی
- کره‌ای
- لیتوانی
- لتونی
- زبان مالایالم
- مرآتی
- مولداوی
- نروژی
- اوریا
- فارسی
- لهستانی
- پرتغالی
- پنجابی
- رومانیایی
- روسی
- صربستانی
- صربستانی مونته‌نگرو
- سندی
- اسلواکی
- اسلوونی
- اسپانیایی
- اسپانیایی آمریکای لاتین
- سوئدی
- سواحلی
- تامیل
- تلوگو
- تای
- ترک
- اوکراینی
- ویتنامی

### زبان فارسی
نقشه ساز گوگل دارای رابط کاربری کاملاً فارسی می‌باشد که در قسمت تنظیمات نقشه ساز می‌توان زبان مربوط به رابط کاربری را به زبان‌های موجود تغییر داد.

## لیست کشورها در این طرح
- ایران
- افغانستان
- آلبانی
- الجزایر
- ساموآی آمریکا
- آنگولا
- آنگویلا
- جنوبگان
- آنتیگوا و باربودا
- آرژانتین
- ارمنستان
- آروبا
- جمهوری آذربایجان
- باهاما
- بحرین
- بنگلادش
- باربادوس
- بلاروس
- بلیز
- بنین
- برمودا
- بوتان
- بولیوی
- بوتسوانا
- برزیل
- بریتانیا در اقیانوس هند قلمرو
- جزایر ویرجین بریتانیا
- برونئی
- بورکینا فاسو
- بوروندی
- ساحل عاج
- کامبوج
- کامرون
- کیپ ورد
- جزایر کیمن
- جمهوری آفریقای مرکزی
- چاد
- شیلی
- جزیره کریسمس
- جزایر کوکوس
- کلمبیا
- کومور
- جزایر کوک
- کاستاریکا
- کوبا
- قبرس
- جمهوری دموکراتیک کنگو
- جیبوتی
- دومینیکا
- جمهوری دومینیکن
- اکوادور
- السالوادور
- گینه استوایی
- اریتره
- اتیوپی
- جزایر فالکلند
- جزایر فارو
- فیجی
- گویان فرانسه
- پلینزی فرانسه
- فرانسوی جنوبی و قطب جنوب زمین
- گابن
- گامبیا
- گرجستان
- غنا
- گرینلند
- گرانادا
- جزیره گوادلوپ
- گوام
- گواتمالا
- گینه
- گینه بیسائو
- گویان
- هائیتی
- جزیره هرد و جزایر مک دونالد
- هندوراس
- ایسلند
- هند
- ایران
- عراق
- جامائیکا
- اردن
- قزاقستان
- کنیا
- کیریباتی
- کوزوو
- کویت
- قرقیزستان
- لائوس
- لبنان
- لیبریا
- لیبی
- مقدونیه
- ماداگاسکار
- مالاوی
- مالزی
- مالدیو
- مالی
- مالت
- جزایر مارشال
- مارتینیک
- موریتانی
- موریس
- مایوت
- مکزیک
- میکرونزی، فدرال ایالات متحده آمریکا
- جزایر میدوی
- مولداوی
- مغولستان
- مونته‌نگرو
- مونتسرات
- مراکش
- موزامبیک
- میانمار
- نامیبیا
- نائورو
- نپال
- هلند آنتیل
- کالدونیای جدید
- نیکاراگوئه
- نیجر
- نیجریه
- نیوئه
- جزیره نورفولک
- کره شمالی
- جزایر ماریانای شمالی
- عمان
- پاکستان
- پالائو
- پاناما
- پاپوآ گینه نو
- پاراگوئه
- پرو
- فیلیپین
- جزایر پیتکارین
- قطر
- جمهوری کنگو
- ریونیون
- رومانی
- رواندا
- سنت هلن
- سنت کیتس و نویس
- سنت لوسیا
- سنت پیر و میکلون
- وینسنت سنت و گرنادین
- ساموآ
- سائو تومه و پرنسیپ
- سنگال
- صربستان
- سیشل
- سیرالئون
- جزایر سلیمان
- سومالی
- جورجیای جنوبی و جزایر ساندویچ جنوبی
- سری لانکا
- سودان
- سورینام
- اسوالبارد و جان Mayen
- سوازیلند
- سوریه
- تاجیکستان
- تانزانیا
- تیمور
- توگو
- توکلائو
- تونگا
- ترینیداد و توباگو
- تونس
- ترکمنستان
- ترکان جزایر
- تووالو
- اوگاندا
- اروگوئه
- ازبکستان
- وانواتو
- ونزوئلا
- ویتنام
- والیس و فوتونا
- صحرای غربی
- یمن
- زامبیا
- زیمبابوه

ویرایش نقشه برای تمام کشورهایی که اطلاعات نقشه‌شان کافی نیست، فعال نمی‌باشد. تصاویر ماهواره‌ای و نقشه‌برداری برای تمام مناطق ذکر شده با وضوح بالا، دشوار است.

## پایان کار
سرانجام شرکت گوگل مپ بعد از ۹ الی ۱۰ سال راه اندازی سامانه نقشه‌کشی گوگل در تاریخ ۲۱:۳۰ ۱۳۹۶/۰۱/۱۱(۲۰۱۷/۰۳/۳۱) درگاه ارتباطی خودش را بست و برخی از ویژگی‌های ویرایشی را در بستر اصلی گوگل مپ ادغام کرد.